# 表孕烷醇酮
表孕烷醇酮（英語：Epipregnanolone，暨3β-羟基-5β-孕烷-20-酮，3β-hydroxy-5β-pregnan-20-one，也被称为3β,5β-四氢孕酮，3β,5β-tetrahydroprogesterone，3β,5β-THP）是一种内源性神经甾体，是GABAA受体的负向别构调节剂，可逆转别孕烷醇酮等正向别构调节剂的作用。
表孕烷醇酮本身并不是孕激素，但可以代谢为其它孕烷衍生物而有孕激素功能。